# Adrenalin O.D.
Az Adrenalin O.D. egy 1981-től 1990-ig működött hardcore punk/punk zenekar volt Amerikából. Az együttes a New Jersey-i Elmwood Parkban alakult meg. Sosem értek el kereskedelmi sikereket, viszont híresek voltak gyors zenéjükről és humoros szövegeikről. Lemezeiket a Buy Our Records, Relapse Records, Chunksaah Records kiadók jelentették meg.

## Története
Az együttes a hetvenes évekbeli "The East Paterson Boys Choir" nevű punkbanda romjain alakult meg, 1981-ben. A műfaj rajongói gyakran rövidítik "A.O.D."-re a nevet. Legelső számaik az 1982-es "New York Thrash" válogatáslemezen jelentek meg. Első EP-jük 1983-ban került a boltok polcaira. Első stúdióalbumuk egy évvel később, 1984-ben látta meg a napvilágot, amelyen már megjelentek a zenekar legfőbb ismertetőjegyei, a gyorsaság és a humoros/szarkasztikus szövegek. Második nagylemezük 1986-ban került a boltok polcaira. Híresek lettek látványos koncert-fellépéseikről, ahol vicces szóváltásokba keveredtek a közönséggel, illetve elmés megjegyzéseket tettek, ezért a rajongók "funny punk"-nak definiálták az AOD-t. Harmadik nagylemezüket a Stereo Review és Decibel magazinok a "legviccesebb lemezek" közé sorolták, azonban itt stílusváltás is történt, ugyanis átváltottak a dallamosabb punk rockra, miközben megtartották a hardcore punk hangzást is. A negyedik stúdióalbumuk teljes kudarcnak számított, sem a kritikusok, sem a rajongók nem tartották nagyra a lemezt. Az "anyag" csak rövid ideig volt elérhető. Csökkenő népszerűségük miatt 1990-ben feloszlottak. A tagok később új együtteseket alapítottak, illetve egyéb punk zenekarokhoz csatlakoztak. 1999-ben, 2005-ben és 2007-ben újból összeálltak koncertek erejéig.

## Hatásuk
Az együttes olyan későbbi nagy zenekarokra volt nagy hatással, mint az Anthrax (együttes), a NOFX, Screeching Weasel, Municipal Waste, Darkthrone és S.O.D.

## Tagok
- Paul Richard - gitár, éneklés (1981-1990, 1999, 2005, 2007)
- Jim Foster - gitár (1981-1983)
- Jack Steeples - basszusgitár (1981-1986, 1999, 2005, 2007)
- Dave Scott - basszusgitár (1981-1990, 1999, 2005, 2007)

Egyéb tagok
- Bruce Wingate - gitár (1984-1990, 1999, 2005, 2007)
- Keith Harfel - basszusgitár (1987-1989)
- Wayne Garcia - basszusgitár (1989-1990)

## Diszkográfia
- The Wacky Hi-Jinks of Adrenalin O.D. (1984)
- HumungousFungusAmongus (1986)
- Cruising with Elvis in Bigfoot's UFO (1988)
- Ishtar (1990)
- Phat and Old (koncertalbum, 1996)